# Aeroportul Internațional Fuzhou Changle
Aeroportul Internațional Fuzhou Changle (IATA: FOC, ICAO: ZSFZ) este un aeroport din Zhanggang Subdistrict⁠(d), Changle District⁠(d), Fuzhou, Fujian, Republica Populară Chineză ce deservește zona Fuzhou. Aeroportul a fost tranzitat în 2022 de 5.739.444 de pasageri. A fost numit după zona deservită.
Situat la o altitudine de 14 m, aeroportul dispune de o singură pistă.